# Parc national naturel des Farallones de Cali
Le parc national naturel des Farallones de Cali (Parque Nacional Natural Farallones de Cali) est le plus grand parc national du département colombien de Valle del Cauca. Plus de 30 rivières alimentant en eau la partie sud-ouest du pays y prennent leur source. Il est situé autour de la ville de Cali, dans la cordillère Occidentale.
Les écosystèmes du parc font face à de nombreuses menaces, notamment l'exploitation forestière, l'agriculture, le tourisme, les feux de forêt, la chasse et la construction de routes.

## Climat
La moyenne annuelle des précipitations est de 6 000 mm dans la partie sud-ouest et de 2000 à 2 500 mm dans le secteur des Farallones. Les plantes poussant dans la région ont suffisamment d'eau tout au long de l'année.

## Faune et flore
Les Farallones de Cali sont un sanctuaire pour les espèces endémiques et menacées en raison de la variété d'altitudes du parc. Le parc abrite quatre types de végétation : la forêt sub-andine humide, entre 200 et 1 000 mètres, caractérisée par de grands arbres de forêt humide et une  canopée atteignant 40 mètres,, la forêt andin humide, entre 1200 et 2 000 mètres, dominée par le chêne des Andes ; la haute forêt andine, entre 2000 et 3 500 mètres, et un grand nombre d'épiphytes; et páramo au-delà de 3 500 mètres,.
Le parc naturel national des Farallones de Cali abrite plus de 300 espèces d'oiseaux, incluant plusieurs espèces endémiques, et plusieurs espèces de mammifères : chauve-souris, pumas, panthères, ocelots, renards, ours à lunette et cinq espèces de primates : singe laineux, alouate, singe de nuit lémurien, apelle et singe-araignée à ventre blanc.

## Sources
- (en) Cet article est partiellement ou en totalité issu de l’article de Wikipédia en anglais intitulé « Farallones de Cali National Natural Park » (voir la liste des auteurs).
- (es + en) IUCN, IUCN directory of neotropical protected areas, IUCN, 1982 (ISBN 9780907567622, lire en ligne)
- (en) Benjamin Villegas et Laura Sesana, Colombia Natural Parks, Villegas Asociados, 2007, 447 p. (ISBN 978-958-8156-87-3, lire en ligne)